# Gornji Humac
Gornji Humac je naselje na otoku Braču. Nalazi se u unutarnjem, brdskom dijelu otoka.
Upravno pripada Pučišćima.

## Povijest
Gornji Humac je s istočnim bračkim naseljima (Selcima, Novim Selom, Povljima i Sumartinom) imao 1608. godine 370 stanovnika. Kasnije pak 1702. sva su ta naselja imala oko 400 stanovnika, a 1708. godine 470 stanovnika. Crkveni vizitatori bilježe 1760. broj stanovnika 320 u Gornjemu Humcu, a 1763. 350 ljudi. Građevna djelatnost i razvitak naselja stagnirali su jer je ovo pastirsko naselje sačuvalo ruralnu narav. Nova župna crkva u stilu punoga baroka podignuta je na temeljima stare mjesne crkve.

## Stanovništvo
| broj stanovnika | 271   | 311   | 352   | 438   | 477   | 506   |       | 452   | 376   | 392   | 381   | 323   | 281   | 324   | 276   | 271   | 276   |
|                 | 1857. | 1869. | 1880. | 1890. | 1900. | 1910. | 1921. | 1931. | 1948. | 1953. | 1961. | 1971. | 1981. | 1991. | 2001. | 2011. | 2021. |

## Popis 2011.
Prema popisu stanovništva iz 2011. Gornji Humac ima 271 stanovnika.

## Promet
Nalazi se na državnoj cestovnoj prometnici D113. Zapadno cesta ide do Pražnice. 

Državna cesta D115 počinje u Gornjem Humcu. Počinje na križanju s D113. Cesta iz G. Humca ide prema jugu, da bi nakon 2 km prešla u serpentine i polako se spuštala prema Bolu. Oko 1 km od G. Humca je skretanje za Zračnu luku Brač.

## Spomenici i znamenitosti
- Crkva sv. Duha
- Crkva sv. Kuzme i Damjana
- Crkva sv. Marije
- Crkva sv. Mihovila
- Crkva sv. Nikole
- Crkva Svih Svetih

## Vanjske poveznice
|  | Zajednički poslužitelj ima još gradiva o temi Gornji Humac |